# Rhagadotarsus
Rhagadotarsus is een geslacht van wantsen uit de familie van de Gerridae (schaatsenrijders). Het geslacht werd voor het eerst wetenschappelijk beschreven door Gustav Breddin in 1905.

## Soorten
Het genus bevat de volgende soorten:

- Rhagadotarsus anomalus J. Polhemus & Karunaratne, 1993
- Rhagadotarsus borneensis J. Polhemus & Karunaratne, 1993
- Rhagadotarsus hutchinsoni China, 1931
- Rhagadotarsus kraepelini Breddin, 1905
- Rhagadotarsus palawanensis Zettel, 2004
- Rhagadotarsus taprobanicus J. Polhemus & Karunaratne, 1993